# Lebel M1886
Lebel M1886 (uradni naziv: Fusil modèle 1886 - puška model 1886) je francoska repetirka s konca 19. stoletja.

## Zgodovina
S to puško je Francija pričela oboroževalno tekmo z evropskimi velesilami, saj je ta kot prva uporabljala strelivo polnjeno z brezdimnim smodnikom (8×50 R Lebel), kar je znatno podaljšalo domet puške vsakega vojaka. Prav tako je bila med prvimi splošno uvedenimi vojaškimi puškami z nabojiščem (t.i. repetirkami), zaradi česar je omogočala dosti hitrejše zaporedno streljanje.
V tej tekmi so ji s svojimi brezdimnimi repetirkami postopoma sledile:
- Nemčija z Gewehr 1888
- Avstro-Ogrska z manliherico M1890
- Rusija z Mosin-Nagant M1891
- Italija s Carcano M1891
- Združene države Amerike s Krag–Jørgensen M1892
- Združeno kraljestvo z Lee-Enfield (1895).

Po letu 1893 so bile puške deležne manjših izboljšav, od takrat naprej so bile znane pod nazivom Modèle 1886 M93.

## Uporaba
Puška Lebel se je na veliko uporabljala med prvo svetovno vojno, kjer so se izpostavile tudi njene slabosti. Ena od slabosti je bila ta, da je lahko vojak v nabojišče polnil le po en metek. To je za nekajkrat podaljšalo čas polnjenja puške v primerjavi z nemško enačico Gewehr 98, pri kateri je lahko vojak v enakem času kot francoski enega, nemški napolnil pet nabojev.
Poleg Lebela se je uporabljala tudi puška Berthier, ki je zaradi uporabe Mannlicherjevih okvirjev omogočala precej hitrejše polnjenje.
Leta 1936 je puška MAS 36 začela zamenjevati tako Lebele kot Berthierje.

## Uporabniki
- Francija[3]
- Kraljevina Romunija: Francozi so Romunom med 1. sv. v. priskrbeli 150.000 kosov teh pušk.[4]
- Kraljevina Srbija: Francozi so na otoku Krfu 135.000 Srbov opremili z Lebeli pred odhodom na solunsko fronto.[5]
- Kraljevina Jugoslavija[6]

## Galerija
- Francoska pehota z zastavo naslonjeno na svojih Lebelih (leto 1917)
- Slika slikarja Julesa Mongea poimenovana Vive la Roumanie - romunski vojak na steno piše "Naj živi Romunija" (leto 1916)
- Slica mehanizma, lepo je vidno podcevno nabojišče z naboji